# 扎赫约·库莫罗
扎赫约·库莫罗（1957年12月1日—2022年7月1日），印度尼西亚政治人物，佐科·维多多時期的內閣閣員，歷任人民代表会议议员、内政部长及提高国家机构效率与行政改革部长。他是前总统梅加瓦蒂·苏加诺普特丽的忠诚支持者，也是其领导的印度尼西亚斗争派民主党（PDI-P）的资深党员。。於2022年7月1日在雅加達逝世。